# Claudio Barbaro
Claudio Barbaro (Roma, 17 luglio 1955) è un politico e dirigente sportivo italiano.
Deputato alla Camera dal 2008 al 2013 e senatore della Repubblica dal 2018 al 2022, dal 22 novembre 2022 è sottosegretario di Stato al Ministero dell'ambiente e della sicurezza energetica nel governo Meloni.

## Biografia
Nato il 17 luglio 1955 a Roma, ma vive a Formello (Roma), si è laureato in giurisprudenza all'Università La Sapienza di Roma con una tesi in diritto amministrativo.

### Incarichi sportivi
Dal 1980 al 1982 è stato il responsabile dell'Ufficio Legale e Studi del Centro Nazionale Sportivo Fiamma e fino al 1990 si è occupato anche dell'Ufficio Organizzazione. Responsabile Organizzativo della Coppa Europa per Clubs di marcia femminile a Schio (VI) 1989. Dal 1990 al 1992 è stato Direttore Sportivo del Flammini Group (Società internazionale operante nel settore dello sport e della comunicazione). Direttore Sportivo dei Campionati europei di pallacanestro Roma 1991. Direttore Sportivo dei "Columbus Games" 1991/1992
Nel 1992 diviene responsabile degli affari generali dei Campionati mondiali di nuoto, carica che mantiene fino al 1994. Dall'aprile 1994 è ininterrottamente Presidente dell'Ente di promozione sportiva Alleanza Sportiva Italiana (ASI).
Dal 1996 al 1997 Vice Presidente della speciale Commissione Consiliare per la candidatura di Roma alle Olimpiadi del 2004.
Nel 1999 è stato amministratore unico della Società di marketing e comunicazione sportiva “Sistemi”.
Dal 1995 è inoltre consulente per la Federazione Italiana Nuoto e dal 2000 per lo sport di Adnkronos.
Componente del Nucleo per l'informazione e la Comunicazione dell'Universiade "Sicilia 1997".
Consulente marketing del Sei Nazioni di rugby "Roma 2001".
Dal 2000 è Consigliere della FIDIS - Federazione Italiana Dirigenti Sportivi.
Dal 2001 al 2002 è Portavoce del Commissario dell'UNIRE (Unione nazionale incremento razze equine).
Dal 2001 al 2005 è componente del C.d.A. del Consorzio Polifunzionale PEGASO, nominato dalla Giunta Regionale del Lazio.
Dal 2004 al 2005 Presidente Agenzia Regionale per lo Sport, denominata AGENSPORT – Ente strumentale di diritto pubblico della Regione Lazio.
Dal 2005 è membro della Giunta esecutiva del Comitato olimpico nazionale italiano fino al 2013, in rappresentanza degli enti di promozione. Nel 2017 viene eletto nel Consiglio Nazionale del CONI fino al 2020.

### Attività politica
Nel 1989 la Digos lo segnala quale «soggetto eversivo di destra» e nelle informative del Ros dell'inchiesta sul Mondo di mezzo di Carminati gli investigatori annotano «arresti (anni 1977/1980) per associazione per delinquere e detenzione abusive di armi», inchieste dalle quali è stato poi scagionato.
Alle elezioni amministrative del 1993 si candida come consigliere comunale di Roma, tra le liste del Movimento Sociale Italiano-Destra Nazionale a sostegno del candidato sindaco Gianfranco Fini, venendo eletto nel consiglio comunale capitolino, ricoprendo l'incarico di vicepresidente della V Commissione consiliare permanente Cultura, Sport e Turismo.
Alle amministrative del 1997 viene rieletto consigliere capitolino nelle liste di Alleanza Nazionale. Ricandidato con AN anche nel 2001, non viene rieletto.

#### Elezione a deputato col PdL
Alle elezioni politiche del 2006 è stato candidato senza successo alla Camera nelle liste di AN nella circoscrizione Lazio 1 e nella circoscrizione Marche (dove è stato il primo dei non eletti).
Alle elezioni politiche del 2008 viene eletto alla Camera dei Deputati nella circoscrizione Marche nelle liste del Popolo della Libertà.
Alla Camera è stato membro della VII Commissione permanente (Cultura, Scienza e Istruzione).
Il 30 luglio 2010 segue Gianfranco Fini nella scissione del Popolo della Libertà, aderendo dunque a Futuro e libertà per l'Italia.
Alle elezioni politiche del 2013 è ricandidato alla Camera dei Deputati nella circoscrizione Lazio 2 e nella circoscrizione Marche nelle liste di Futuro e Libertà, ma non viene rieletto in Parlamento, in quanto il partito non elegge alcun parlamentare.
Nel 2015 aderisce al neonato movimento di Gianni Alemanno "Azione Nazionale", che nel 2017 confluirà nel Movimento Nazionale per la Sovranità. Alle elezioni comunali a Roma del 2016 si candida al Consiglio comunale nella Lista Storace per Marchini Sindaco: ottiene 500 preferenze, e non viene eletto.

#### Elezione a senatore con la Lega
Grazie all'accordo elettorale tra MNS e la Lega, alle elezioni politiche del 2018 viene eletto al Senato della Repubblica nel Collegio plurinominale Campania - 01 come capolista della Lega.
Nel gennaio 2020 firma, insieme ad altri cinque leghisti, per il referendum sul taglio dei parlamentari, messo in forse dal ritiro di un gruppo di esponenti di Forza Italia. Le firme depositate in Cassazione raggiungono quota 71, sette in più del necessario.
Nell'ottobre del 2020 abbandona la Lega in disaccordo con il partito per le sue posizioni sull'associazionismo sportivo e aderisce al Gruppo misto.

#### Adesione a FdI e Sottosegretario all'Ambiente e Sicurezza energetica
A dicembre 2020 lascia il gruppo misto per confluire in Fratelli d'Italia di Giorgia Meloni.
Alle elezioni politiche anticipate del 2022 viene ricandidato al Senato nel collegio uninominale Campania - 07 (Acerra), sostenuto dalla coalizione di centro-destra in quota Fratelli d'Italia, dove ottiene il 31,06% dei voti e viene sconfitto dal candidato del Movimento 5 Stelle Raffaele De Rosa (38,48%).
Nonostante la mancata rielezione a senatore, il 31 ottobre 2022, con la nascita del governo presieduto da Giorgia Meloni, viene indicato dal Consiglio dei Ministri come sottosegretario di Stato al Ministero dell'Ambiente nel governo Meloni, entrando in carica dal 2 novembre seguente e affiancando il ministro Gilberto Pichetto Fratin.

## Riconoscimenti
- 2017 - Viene investito dall’Ordine Nazionale Cavalieri dello Sport del titolo di Cavaliere dello Sport.[19]
- 2025 - Riceve il Premio Caravella Tricolore 2025Claudio Barbaro Premio Caravella Tricolore 2025

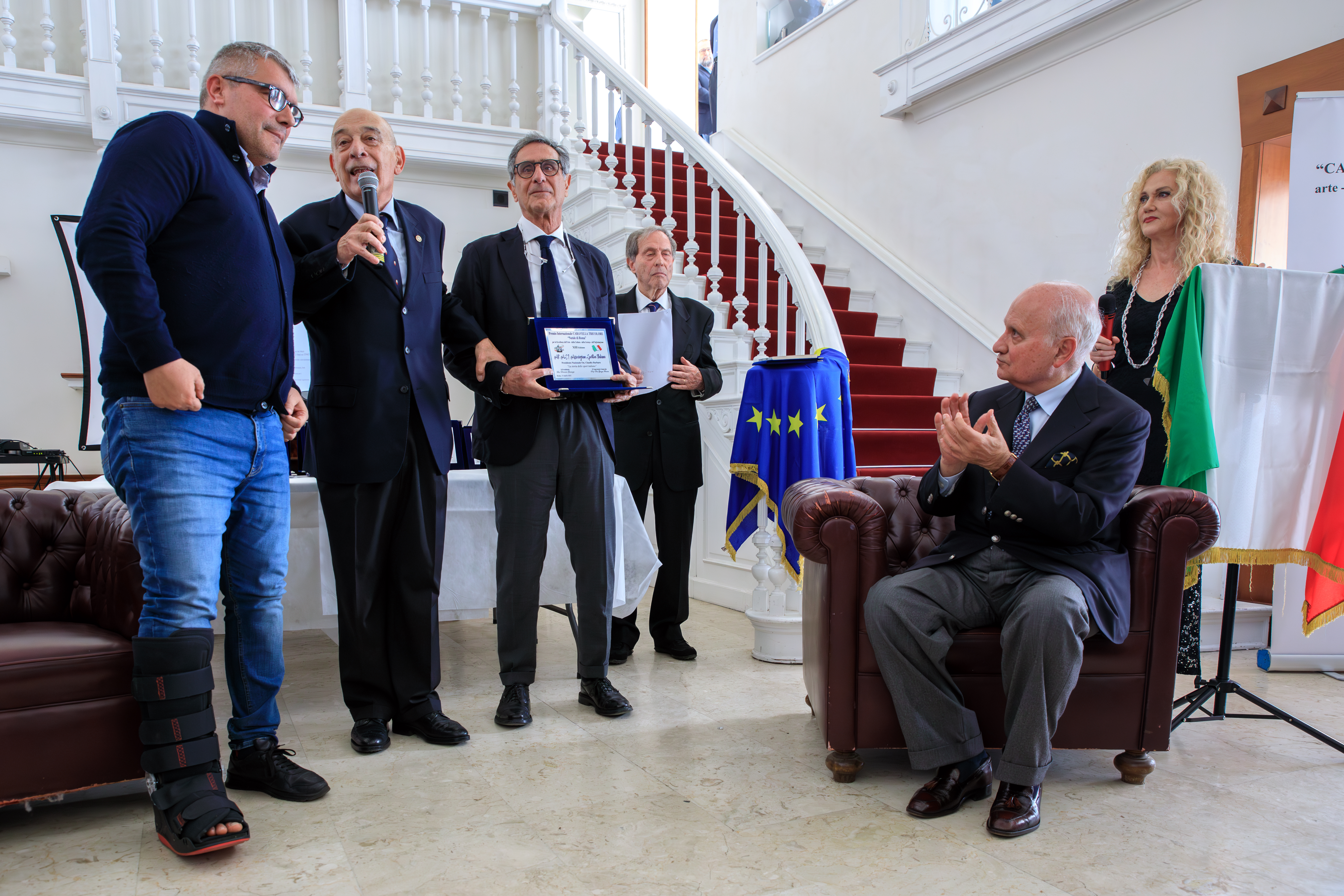
Claudio Barbaro Premio Caravella Tricolore 2025